# Ismail Bouhalhoul
 (mars 2025).
Ismail Bouhalhoul, né le 11 septembre 2001 à Amsterdam, est un joueur international néerlandais de futsal.

## Biographie

### En club
Natif d'Amsterdam, Ismail Bouhalhoul débute dès son plus jeune âge le football au niveau amateur. Plus tard, il se convertit au futsal, tout en restant dans son activité de football amateur, notamment au DCG,.
Ismail Bouhalhoul commence le futsal à l'OS Lusitanos, club basé dans sa ville natale. Lors de la saison 2023-2024, il atteint la demi-finale de la Coupe des Pays-Bas.

### En équipe nationale
Le 6 janvier 2025, il reçoit sa première convocation avec les Pays-Bas pour une double confrontation contre l'Andorre. Cependant, sous la houlette du sélectionneur Miguel Andres, il ne fait aucune entrée en jeu.
Le 7 mars 2025, il dispute sa première rencontre avec les Pays-Bas en affrontant la Macédoine du Nord (victoire, 0-3),.  Cinq jours plus tard, il affronte le Portugal, match durant lequel les Néerlandais encaissent sept buts, mais en marquent quatre,.